# أم القلايد
مسلسل أم القلايد مسلسل يجمع بين الجريمة والغموض والإثارة، في قالب تشويقي يتم التحقيق في قضية اختفاء فتاة مراهقة تعيش في قرية نائية ومعزولة مكونة من مجموعة بيوت، في بناء قديم، وتتوزع في منطقة جبلية تغزوها الأشجار، يستخرج أهلها من أرضها الآثار ويدفنون الأسرار، وتتبع محافظة دوح دغاس. «والدوح» هو البيت الكبير من الشعر، وكانت الجن تسكن قرية أم القلايد وتستخرج الذهب من الأرض لدغاس، وصنعوا له من جملة ما صنعوا حامل ذهب «هودج»، لزفاف ابنة دغاس، قبل أن يجتاحها فيضان ويبيدها.
وكون «أم القلايد» تنام على جبال من الآثار والذهب، جعلها ذلك مطمعا للعمليات غير الشرعية، وعلى مدار 13 حلقة، سيعيش المشاهد صراعات في القرية، وتشويقا في كل حلقة بعد الكشف عن أسرار من هذا العالم.
القصة من نسج خيال الكاتب مفرج المجفل، وبطولة مشعل المطيري، دريعان الدريعان، محمد القس، سعيد صالح، زارا البلوشي.

## الممثلون
- مشعل المطيري
- دريعان الدريعان
- زارا البلوشي
- محمد القس
- سعيد صالح
- شافي الحارثي
- فاطمة البنوي
- شجاع نشاط
- فيصل الدوخي
- نواف الظفيري
- أضوى فهد
- فوز العبد الله
- ريم الفهد
- عبد الله المعطش
- شهد محمد
- بندر خضير
- رغد الفيصل
- سعيد القحطاني
- طارق الحربي
- شافي الحارثي